# 도널드 오언스
도널드 딘 오언스(영어: Donald Dean Owens, 한국명: 오은수, 1926년 9월 12일~)는 미국의 목회자이다. 1954년부터  1966년까지 국제나사렛교단에 의해 대한민국에 파견되는 동안 나사렛 교회를 설립했다. 그는 또한 대한민국의 대학인 나사렛 신학교를 설립했다.
오언스는 미국 육군(1945-1946)에서 근무했으며 그 동안 필리핀과 일본에 주둔했다. 그는 네브래스카주 페어 버리에서 목사로 일하기 시작했으며 1953년에 장로로 성임되었다. 1968년 오클라호마주 오버홀 서 호수 교회 베다니를 개척하여 1969년까지 목사로 재직하면서 당시의 교회 건물을 세웠다. BNC(Bethany Nazarene College )(에서 강의. 1951년에 예술 학사 학위를, 1952년에 신학 학사 학위를받은 1967년 BNC에서 종교 예술 석사를 받았다. 이후 M.A. (1970)와 Ph.D.를 받았다. (1975) 노먼 오클라호마 대학의 문화 인류학 및 아시아 연구 학위를 받았다.